# Ch'orti'
Le ch’orti’ est une langue maya parlée au Guatemala, dans les municipios de Jocotán et d'Olopa, situés dans le département de Chiquimula, ainsi que dans le département de Zacapa par environ 30 000 Ch'orti'.

Cette langue est réputée être, avec sa proche parente occidentale le ch'ol, la langue la plus proche du maya classique qui servait d'appui à l'ancienne écriture logo-syllabique maya.

## Écriture
La langue, comme les autres langues mayas du Guatemala est dotée d'une écriture basée sur l'alphabet latin, dérivée, en partie, de l'orthographe espagnole.
| a | b | b’ | ch | ch’ | d | e  | g  | i   | j | k | k’ | l | m |
| n | o | p  | r  | s   | t | t’ | tz | tz’ | u | w | x  | y |   |

## Phonologie
Les tableaux présent les phonèmes du ch'orti', avec à gauche l'orthographe en usage.

### Voyelles
|         | Antérieure | Centrale | Postérieure |
| ------- | ---------- | -------- | ----------- |
| Fermée  | i [i]      |          | u [u]       |
| Moyenne | e [e]      |          | o [o]       |
| Ouverte |            | a [a]    |             |

### Consonnes
|               |               | Bilabiale | Alvéolaire | Palatale  | Vélaire | Glottale |
| ------------- | ------------- | --------- | ---------- | --------- | ------- | -------- |
| Occlusives    | Sourdes       | p [p]     | t [t]      |           | k [k]   | ’ [ʔ]    |
| Occlusives    | Éjectives     |           | tʼ [tʼ]    |           | kʼ [kʼ] |          |
| Occlusives    | Sonores       | b [d]     | d [d]      |           | g [g]   |          |
| Occlusives    | Implosives    | bʼ [ɓ]    |            |           |         |          |
| Fricatives    | Fricatives    |           | s [s]      | x [ʃ]     | j [x]   |          |
| Affriquées    | Sourdes       |           | tz [t͡s]    | ch [t͡ʃ]   |         |          |
| Affriquées    | Éjectives     |           | tzʼ [t͡sʼ]  | chʼ [t͡ʃʼ] |         |          |
| Nasales       | Nasales       | m [m]     | n [n]      |           |         |          |
| Liquides      | Liquides      |           | l [l]      |           |         |          |
| Roulées       | Roulées       |           | r [r]      |           |         |          |
| Semi-voyelles | Semi-voyelles | w [w]     |            | y [j]     |         |          |